# Comitè Nacional de Bioètica d'Andorra
El Comitè Nacional de Bioètica d'Andorra (CNBA) va ser constituït el 18 de desembre de 2013 com a òrgan assessor del Govern d'Andorra i de la comunitat científica i ciutadana en matèria d'ètica i bioètica. La seva Presidenta és Esther Argilés Huguet,  i el seu Vicepresident Guillem de Celis Bernat.
Desenvolupa la seva tasca en l'àmbit de les implicacions ètiques i socials que es poden derivar a l'entorn dels avenços en les ciències de la biologia, la medicina i les ciències de la vida en general. Té com a missió assessorar en l'àmbit de les seves competències el Govern, la comunitat científica i la resta de la societat i actuar com a fòrum de referència, estenent a tots els nivells de la societat civil andorrana el debat i la reflexió sobre les controvèrsies ètiques i socials que són del domini de la seva competència, de manera que aquesta reflexió ajudi als professionals, als responsables públics i a la societat en general a avançar en la presa de decisions en aquestes matèries. El CNBA té el seu propi web.

## Membres
El Comitè està integrat per un mínim de vuit (8) i un màxim de dotze (12) persones amb competències en diferents disciplines (científica, filosòfica i jurídica), nomenades pel Govern a proposta del propi Comitè. Els membres actuals són: Joan Massa Sarrado, Jacques Montagut, Ester Busquets Alibés, Esther Argilés Huguet, Guillem de Celis Bernat, Montserrat Gil López, Pere Puigdomènech Rosell, Miquel Julià Vila, Angelina Santolaria Rossell, Canòlic Mingorance Cairat, i Gemma Marfany Nadal
1. ↑  «Decret del 18-12-2013 pel qual s'aprova el Reglament del Comitè Nacional de Bioètica d'Andorra.».   BOPA núm 61 (27/12/2013).
2. ↑  «Decret del 19-03-2014 pel qual es modifica el Reglament del Comitè Nacional de Bioètica d'Andorra.», BOPA núm 22 (26/03/2014).
3. ↑  «El Comitè Nacional de Bioètica estrena un web consultiu».
4. ↑  «BOPA núm 130 (30/11/2024).».

.